# Saas-Fee
Saas-Fee (bis 31. Dezember 2006: Saas Fee) ist eine bei Skifahrern sehr beliebte Munizipalgemeinde und eine Burgergemeinde im Bezirk Visp sowie eine Pfarrgemeinde des Dekanats Visp im Schweizer Kanton Wallis. Bevölkerungsmässig ist das historisch geprägte Saas-Fee der grösste Ort des Saastals und der viertgrösste des Bezirks Visp nach Visp, Zermatt und St. Niklaus.

## Geographie

### Lage
Saas-Fee ist auf einem Hochplateau des Saastals, westlich des Talgrundes und oberhalb der Nachbardörfer Saas-Almagell, Saas-Grund und Saas-Balen gelegen. Es ist die Hauptgemeinde der vier Saas-Teilgemeinden. Die Gemeinde ist umrahmt von der Mischabel-Bergkette, die 11 Viertausender umfasst. Daraus ergibt sich ein einzigartiges Panorama, wodurch der Ort auch als „Perle der Alpen“ bekannt wurde. Zwei weitere Viertausender (Lagginhorn und Weissmies) liegen in der näheren Umgebung. Das Saastal grenzt unmittelbar an Italien, wird jedoch durch eine Bergkette getrennt. Eine direkte Verbindung besteht deshalb nicht bzw. nur über Wanderwege.

### Klima
Durch die günstige Lage des Saastals ist es dort sonniger als in anderen Teilen der Schweiz. Dadurch kommt es im Winter oft zu angenehmen Temperaturen. Nachts kann es stark abkühlen. Die hohen Berge schirmen die Hauptwetterlage ab.
Im Sommer liegen die Durchschnittstemperaturen in Saas-Fee bei rund 14 °C. Die durchschnittliche jährliche Niederschlagsmenge liegt bei rund 189 mm pro Monat.
Durch die umliegenden, hohen Berge scheint in Saas-Fee insbesondere im Dezember und Januar die Sonne relativ kurz. Am 21. Dezember, dem kürzesten Tag des Jahres, zeigt sie sich nur von 12:29 Uhr bis 14:21 Uhr, also 1 h 52 min.

### Gewässer
Der Bach Feevispa (auch Feeru Vispa) entspringt auf etwa 2725 m ü. M. und bildet am östlichen Dorfrand eine tief eingeschnittene Schlucht, bevor er im Talboden bei Saas-Grund in die Saaservispa mündet.

### Sprache
Saas-Fee liegt im Kanton Wallis, der in Ober- und Unterwallis geteilt ist. Während die Amtssprache im Unterwallis Französisch ist, spricht die Bevölkerung im Saastal (Oberwallis) deutsch. Der spezifische Dialekt wird Wal(li)serdeutsch genannt und ist zum Teil für Sprecher des Standarddeutschen schwer verständlich, weil er eine eigene Grammatik, eigene Lautungen und eigene Wörter aufweist.

## Wappen
Das Wappen von Saas-Fee zeigt auf blauem Hintergrund, über einem grünen Dreiberg schwebend, im Mittelfeld den Buchstaben F. Das obere Felddrittel ist von zwei in sich verschlungenen Buchstaben S besetzt, umrahmt von zwei silbernen Sternen. Die drei Buchstaben erschienen in goldener Farbe. Die beiden S sind vertikal angeordnet, der Buchstabe F ist nach rechts geneigt (kursiv), in gleicher Schrift, aber verschieden in den Dimensionen.

## Geschichte

Luftbild (1964)

Die Besiedlung des Saastals reicht bis in die Eisenzeit, die Zeit der Kelten, zurück, doch erst der römische Kaiser Augustus vereinigte das Wallis mit Italien, gründete Städte und liess Handel über die Alpen, Monte-Moro- und den Antronapass betreiben.

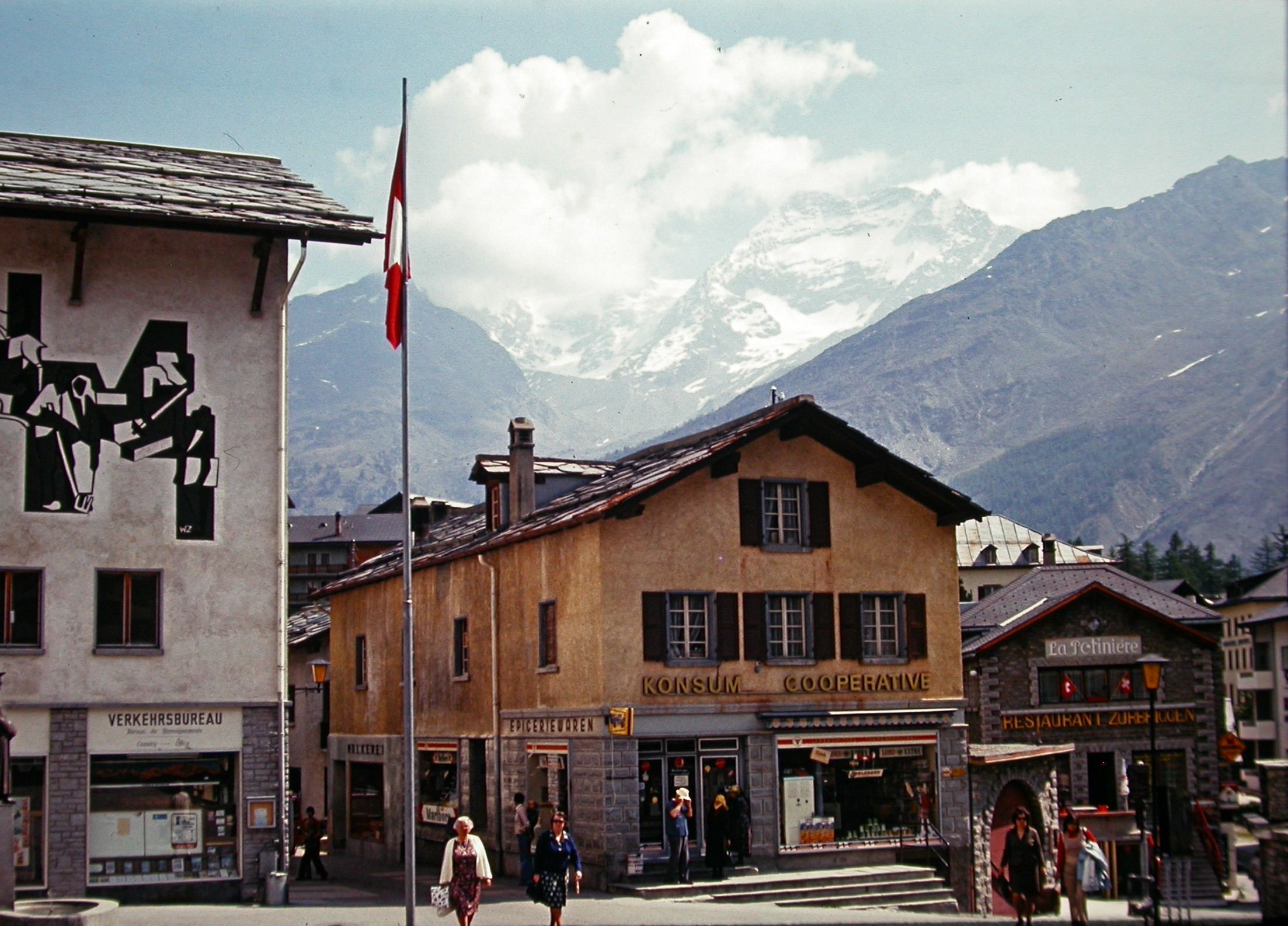
Ansicht 1974

1256 wurde das Saastal erstmals urkundlich erwähnt. 1298 wurde die erste Kapelle in Saas-Grund nachgewiesen. Zur selben Zeit setzten die sogenannten Walserwanderungen ein; viele Saaser verliessen wegen fehlender Existenzgrundlagen und Aussicht auf mehr Freiheiten ihre Heimat. Sie zogen über die Pässe nach Italien und liessen sich auf rauen Höhenlagen in den Walsersiedlungen Macugnaga und Antronapiana nieder. 1392 wurden die Gemeinden Saas-Fee, Saas-Grund, Saas-Balen und Saas-Almagell aus der Gemeinde Saas gebildet. 1535 wurde in Saas-Fee die erste Kapelle gebaut, und 1871 die erste Postablage eröffnet.
Immer wieder wurde das Saastal durch Unwetter, Überschwemmungen, Krankheiten und Kriege (u. a. Napoleon I.) überschattet. Trotzdem schafften es die Bewohner auch unter den widrigsten Umständen, ihre Traditionen fortzuführen.
1893 wurde eine neue Pfarrkirche gebaut. Anfang des 19. Jahrhunderts kamen immer mehr Besucher ins Saastal, und der Tourismus wurde zur festen Einnahmequelle. Das erste kleine Gasthaus wurde 1833 in Saas-Grund eröffnet, 1856 folgte das erste Hotel. Es entwickelte sich eine touristische Infrastruktur, die sich vor allem an den Bedürfnissen der Alpinisten orientierte. Es entstanden Schmieden, die sich auf die Herstellung von Eispickeln für Bergsteiger spezialisierten, man bot sich als Führer für die Besteigung der Viertausender oder als Naturkundeführer an. 1923 wurde Saas-Fee an das Stromnetz angeschlossen, 1930 auch an das Wassernetz.
Gegen Mitte des 19. Jahrhunderts wurden fast sämtliche Viertausender bestiegen, und Pfarrer Johann Josef Imseng startete 1849 auf selbstgebastelten Brettern seine ersten Skiversuche. Zu Beginn des 20. Jahrhunderts wurden die ersten Skivereine gegründet. Die Autostrasse zwischen Saas-Grund und Saas-Fee wurde 1951 eröffnet, zuvor wurden Gäste samt Gepäck auf Maultieren ins Gletscherdorf transportiert. 1963 wurde die erste Postautoverbindung nach Saas-Fee aufgenommen.
Bis heute haben sich trotz aller Einflüsse viele Bräuche, die tief in der Saaser Geschichte verwurzelt sind, erhalten. Dazu zählen die selbstgefertigten Trachten, die zu verschiedenen Anlässen getragen werden genauso wie die Pflege der traditionellen Musik und Feste. Noch heute gibt es viele Trachten- und Musikgesellschaften, die bei Festen und Prozessionen auftreten.

## Bevölkerung
| Bevölkerungsentwicklung | Bevölkerungsentwicklung | Bevölkerungsentwicklung | Bevölkerungsentwicklung | Bevölkerungsentwicklung | Bevölkerungsentwicklung | Bevölkerungsentwicklung | Bevölkerungsentwicklung | Bevölkerungsentwicklung | Bevölkerungsentwicklung | Bevölkerungsentwicklung |
| ----------------------- | ----------------------- | ----------------------- | ----------------------- | ----------------------- | ----------------------- | ----------------------- | ----------------------- | ----------------------- | ----------------------- | ----------------------- |
| Jahr                    | 1850                    | 1900                    | 1950                    | 2000                    | 2010                    | 2012                    | 2014                    | 2016                    | 2018                    | 2020                    |
| Einwohner               | 233                     | 280                     | 504                     | 1454                    | 1758                    | 1710                    | 1632                    | 1636                    | 1564                    | 1559                    |

## Gemeindepräsidenten
Seit den Gemeinderatswahlen von 1948:
| Amtszeit  | Name                | Partei  |
| --------- | ------------------- | ------- |
| 1949–1968 | Hubert Bumann       | KVP     |
| 1969–1970 | Fridolin Bumann     | KVP     |
| 1970–1984 | Benjamin Bumann     | KVP/CVP |
| 1985–1992 | Gerold Kalbermatten | CVP     |
| 1993–2002 | Claude Bumann       | CVP     |
| 2002–2012 | Felix Zurbriggen    | CSP     |
| 2013–2020 | Roger Kalbermatten  | CVP     |
| 2021–     | Stefan Zurbriggen   | CVP     |

## Wirtschaft und Tourismus

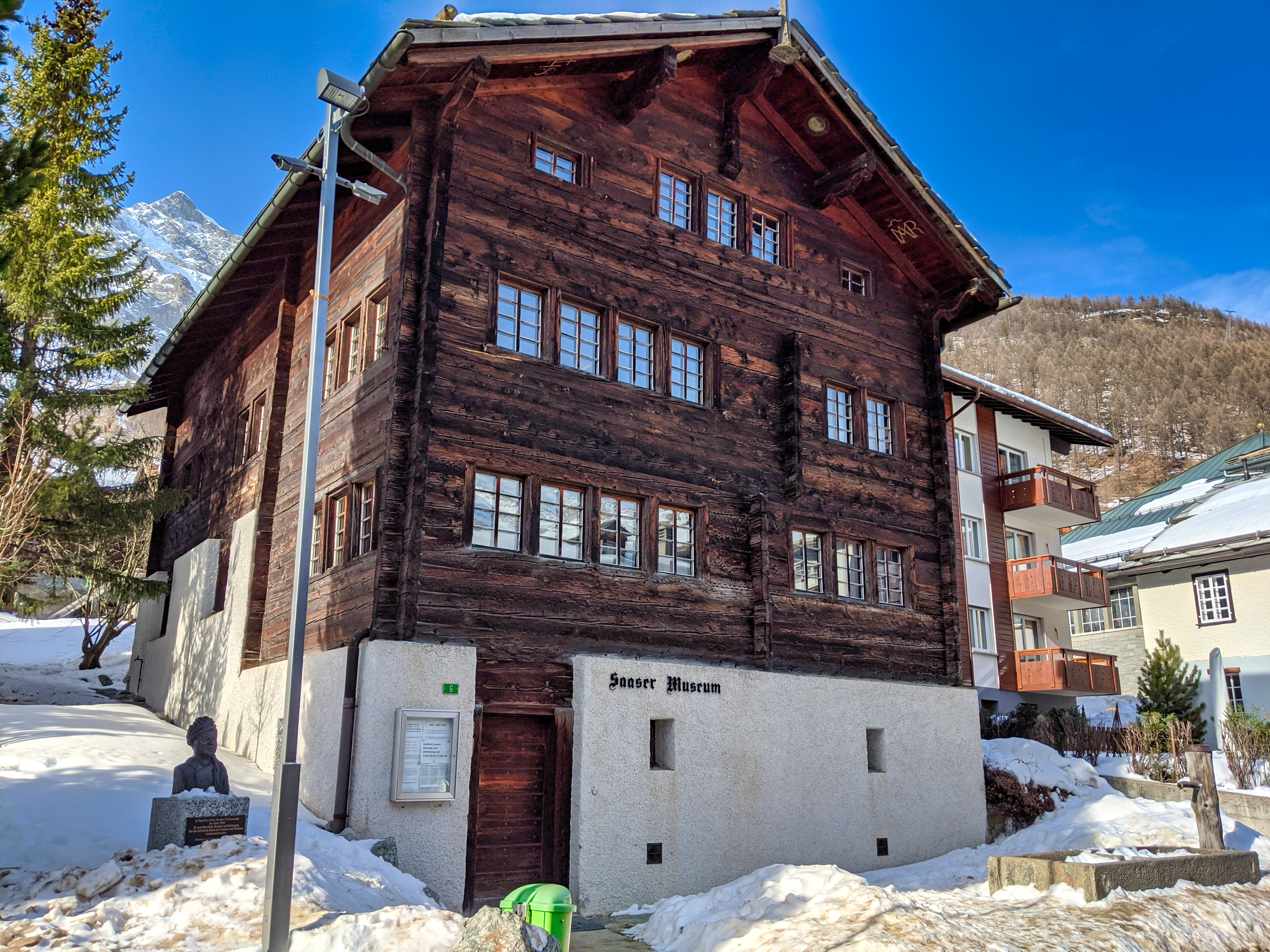
Heimatmuseum, Saaser Museum

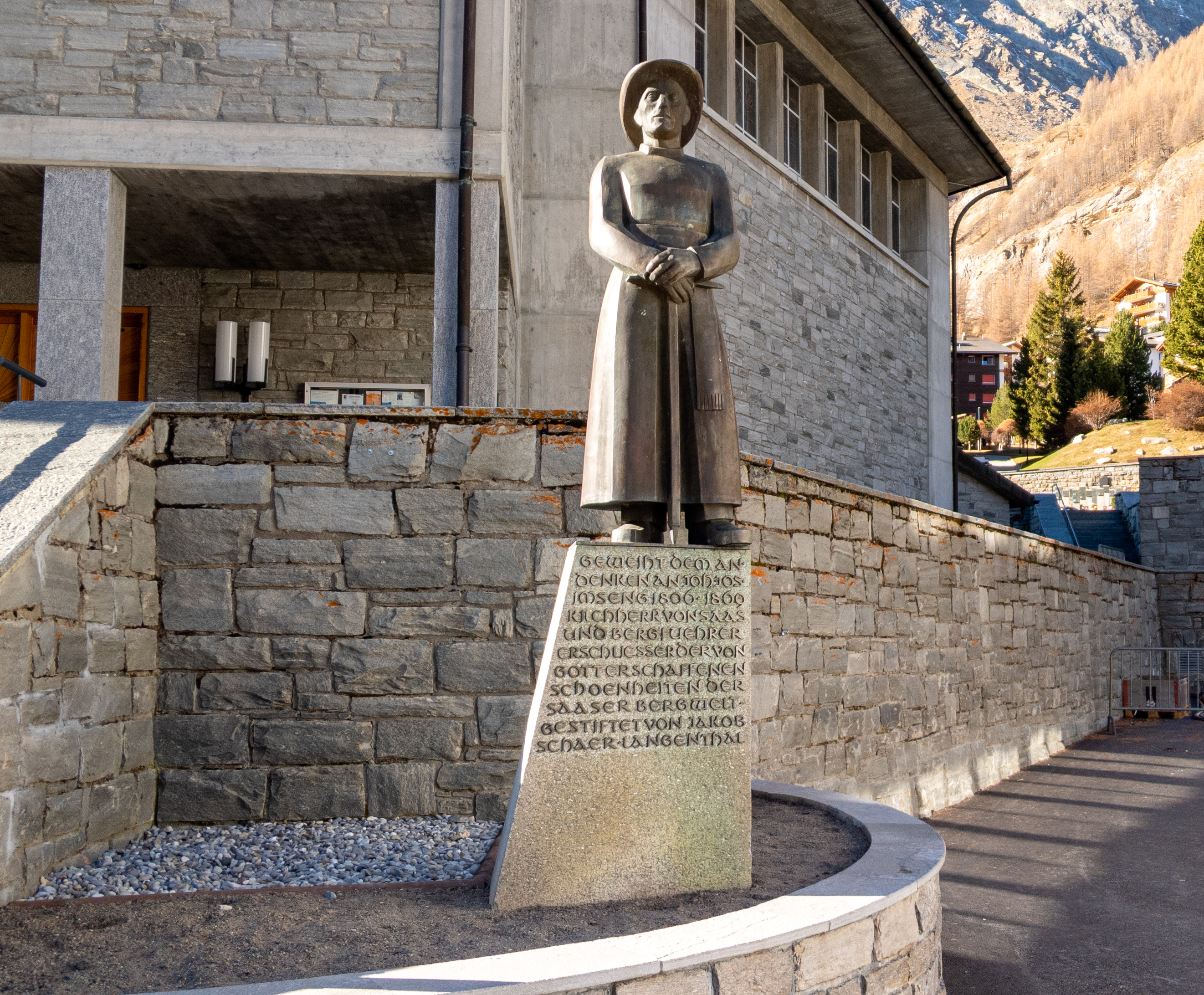
Denkmal für Johann Josef Imseng auf dem Dorfplatz nahe bei der Herz-Jesu-Kirche

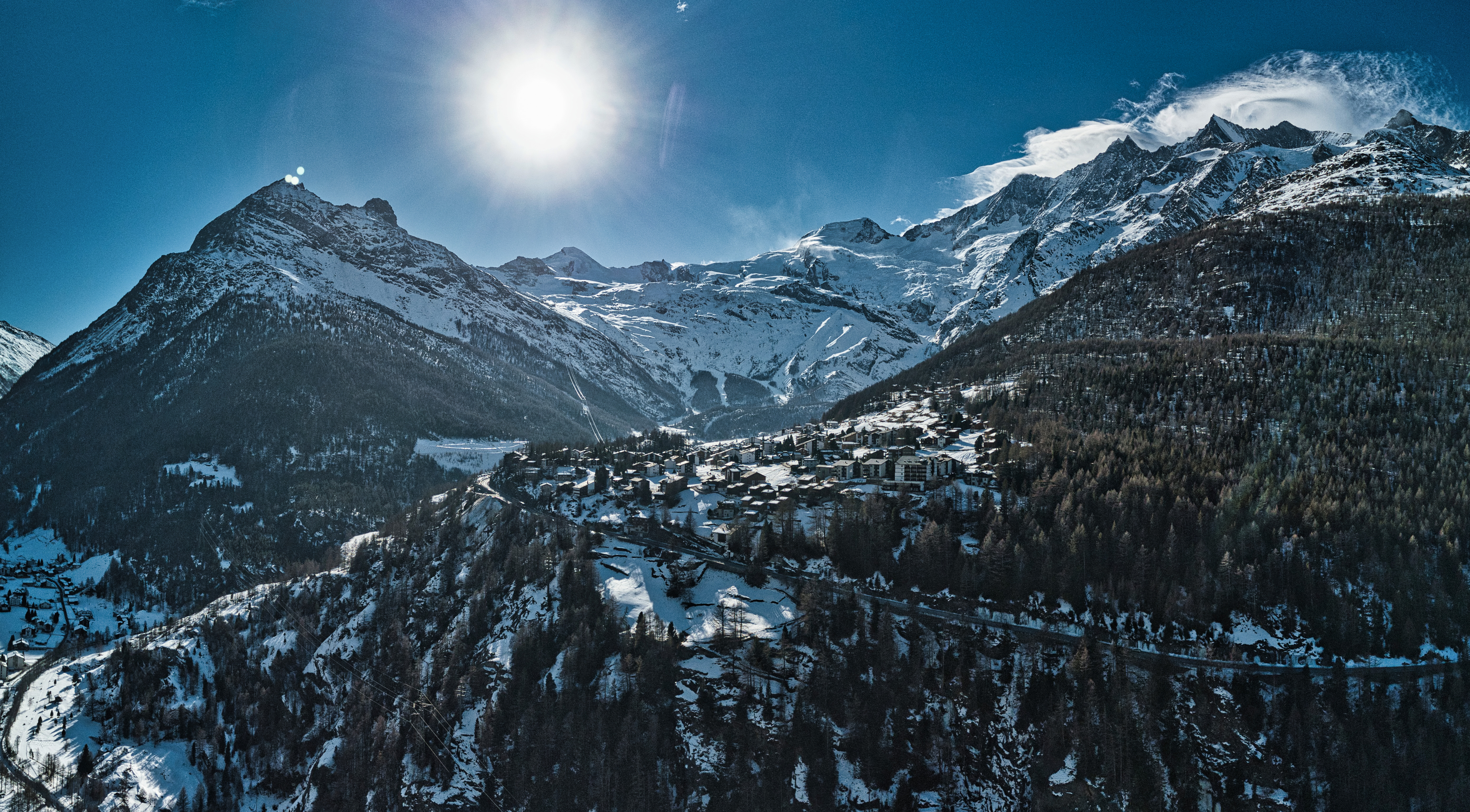
Saas-Fee im Januar 2022

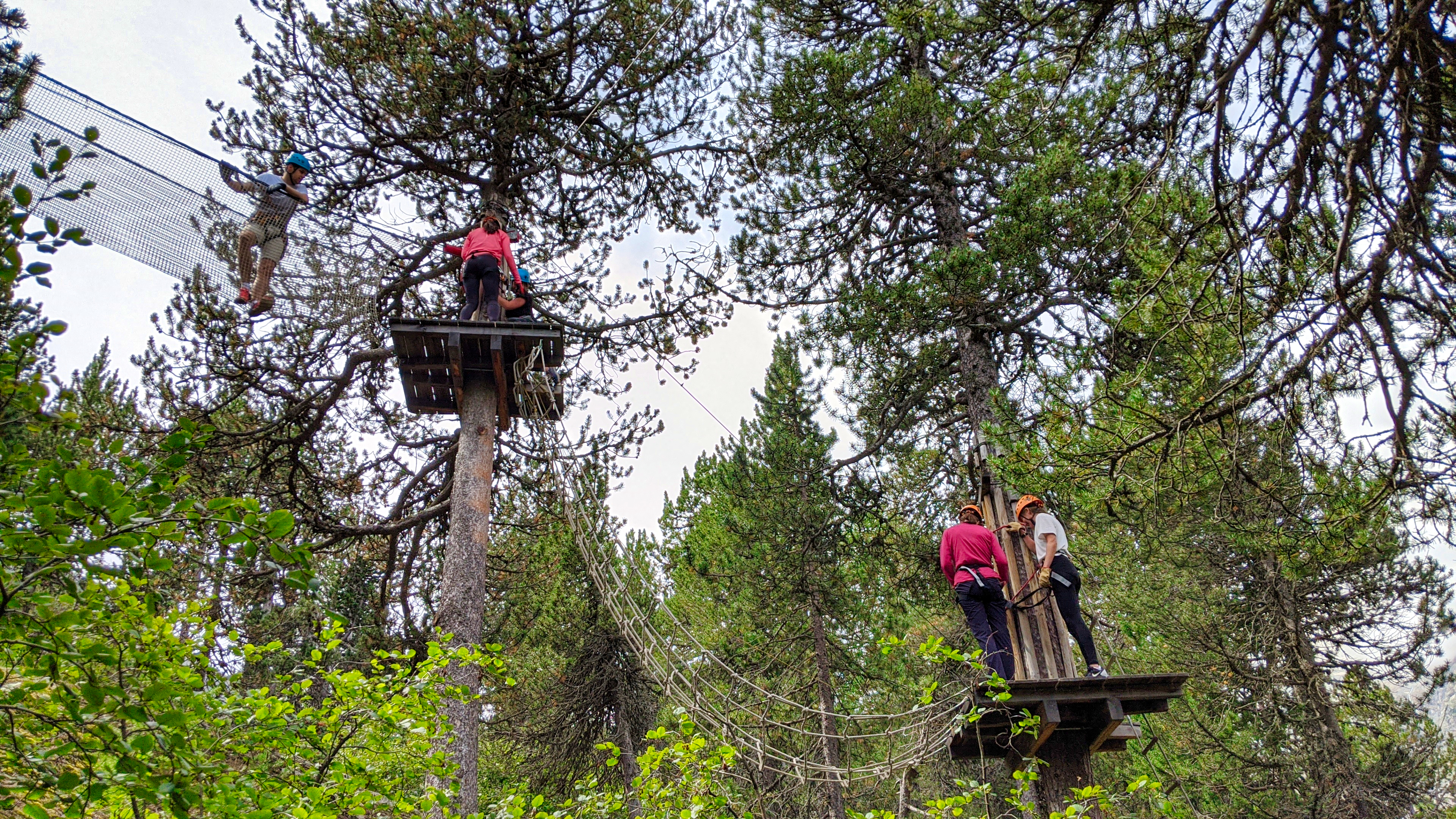
Abenteuerwald in Saas-Fee

Der Tourismus ist die Haupteinnahmequelle der Feriendestination Saas-Fee. Deshalb legt die Kommune Wert darauf, ein umfassendes Angebot für alle Altersgruppen anzubieten. Nach der Eröffnung der Strasse 1951 hat sich Saas-Fee rasch entwickelt. Es zählt heute im Sommer wie im Winter zu den beliebtesten Ferienorten in der Schweiz. Das vermietbare Bettenangebot (Stand 2019) beträgt total 6'600 Betten. In 60 Hotels finden 2'600 Feriengäste eine Unterkunft.

### Touristische Meilensteine
Der örtliche Tourismus begann wohl 1833 mit der Eröffnung des ersten Gasthauses im Saastal, dem «Gasthaus zur Sonne» in Saas-Grund. Pfarrer Johann Joseph Imseng sensibilisierte 1836 die Bevölkerung für den langsam aufkommenden Tourismus. Ab den 1880er Jahren wurden die ersten Hotels erbaut: 1881 baute die Gemeinde das Hotel «Dom». Es folgten der Bau des Hotels «Bellevue» 1883 (später «Walliserhof», dann «Ferienart Resort & Spa», jetzt «Walliserhof Grand-Hotel & Spa»), dann die Hotels «Beau-Site» und «Grand Hotel» 1893 und das «Hotel du Glacier» 1901.
Anfang des 20. Jahrhunderts gewann der Ski-Tourismus an Bedeutung: 1902 wurden die ersten Skier in Saas-Fee gesichtet. 1908 wurde der Skiklub «Allalin» gegründet, 1925 der Verkehrsverein, 1951 die Skischule. Das Jahr 1951 kann als Start des Wintersports in Saas-Fee gesehen werden. 1954 wurde die Luftseilbahn auf den Spielboden gebaut, 1959 folgte der Bau der Luftseilbahn Spielboden-Längfluh. 1962 wurde die Gondelbahn auf Plattjen gebaut, 1969 die Felskinnbahn und die Hannigbahn.
Ein weiterer touristischer Meilenstein für Saas-Fee war 1984 die Eröffnung der Metro Alpin von Felskinn zum Mittelallalin, inklusive des provisorischen «Metro-Stübli» auf dem Mittelallalin. Die Metro Alpin ist eine vollständig unterirdisch verlaufende Standseilbahn oberhalb von Saas-Fee. 1985 wurde auf dem Mittelallalin ein Drehrestaurant eröffnet. In den 1990er Jahren folgte der Bau des Alpin-Express: 1991 wurde die erste Sektion bis zum Masten 4 fertiggestellt, die zweite Sektion vom Masten 4 bis Felskinn wurde 1994 eröffnet. Seit 1998 gibt es in Saas-Fee eine Beschneiungsanlage.
In den 2000er Jahren entstanden die Sommerrodelbahn Feeblitz (Eröffnung 2000) und ein Abenteuerwald (Eröffnung 2004). 2005 wurde ein neues Restaurant «Meeting Point Morenia» beim Masten 4 der Felskinnbahn gebaut. 2006 folgte der Bau der 6-er Sesselbahn Morenia. Existierende Bahnen wurden umgebaut und modernisiert, so die Felskinnbahn 2006 und die Spielboden-Gondelbahn 2016. Der Felskinn-Stollen wurde 2021 umgebaut und modernisiert. Die Hannigbahn wurde 2024 erneuert.

### «Freie Ferienrepublik»
Im Oktober 2011 wurde die «Freie Ferienrepublik Saas-Fee» gegründet, eine Marketing-Kampagne der Saastal Marketing AG, die im Saastal hauptsächlich für touristischen Aktionen und Events zuständig ist. Mit der Gründung der «Ferienrepublik» wurde auch der Bürgerpass eingeführt, mit dem man auf verschiedene Dienstleistungen Rabatte erhielt. So konnte man zum Beispiel in der Wintersaison kostenlos den Postbus, in der Sommersaison kostenlos alle Seilbahnen ausser Metro Alpin benutzen. Der Bürgerpass war nur in den Beherbergungsbetrieben erhältlich, die an der Aktion teilnehmen. Der Bürgerpass wurde durch die SaastalCard ersetzt. Die Leistungen blieben erhalten.

### Gastronomie und Nachtleben
In Saas-Fee gibt es über 100 Gastronomiebetriebe, Pizzerien, Cafés und Bars.

### Wintertourismus
Das Skigebiet bietet knapp 100 km Pisten aller Schwierigkeitsgrade. Zusammen mit den Nachbargebieten von Saas-Grund, Saas-Almagell und Saas-Balen sind es insgesamt 150 Pistenkilometer. 22 Liftanlagen befördern die Wintersportler und Schneeschuhwanderer bis auf rund 3.500 m. Eine Besonderheit ist das Allalin-Restaurant, das höchste Drehrestaurant der Welt, das über die höchste unterirdische Standseilbahn der Welt (Metro Alpin) zu erreichen ist. Ebenfalls einzigartig ist der Eispavillon, der ein Volumen von 5.500 m3 hat. Da die Pisten von Saas-Fee grösstenteils nordexponiert und in Höhenlagen liegen, gelten sie während der gesamten Wintersaison als sehr schneesicher. Die längste Abfahrt vom Mittelallalin nach Saas-Fee überwindet auf einer Länge von 14 km insgesamt 1.778 m Höhenunterschied. Neben den Skipisten gibt es noch 26 km Loipen, 4 Eisbahnen, 3 Schlittelwege und 60 km Winterwanderwege.

### Sommertourismus
Saas-Fee und das Saastal bieten Wanderern und Alpinisten ein grosses Angebot:
Für schwindelfreie und ausdauernde Wanderer zum Beispiel der Höhenweg Balfrin nach Grächen. Die Wanderung misst 18 km und dauert etwa 7 Stunden. Der Weg ist die erste Etappe der regionalen Route 27 «Swiss Tour Monte Rosa, Saas-Fee – Grächen – Zermatt» von «Wanderland Schweiz». Die ganze Tour bis Zermatt dauert insgesamt 3 Tage und führt von Grächen über den Europaweg nach Zermatt.
Auch im Sommer ist Skifahren in Saas-Fee meist an drei Skiliften auf dem Feegletscher ab der Station Mittelallalin auf 3.456 m möglich. Erstmals wurden die Pisten für Touristen wegen Schneemangel im Sommer 2022 geschlossen. Das Drehrestaurant und der grösste Eis-Pavillon der Welt sind während der Winter- und der Sommersaison geöffnet. Durch die geschützte Lage des Saastals scheint auch im Sommer an vier von fünf Tagen die Sonne. Durch das südliche, mediterrane Klima liegt die Baumgrenze höher als in allen anderen Wäldern der Alpen.
Die Region um Saas-Fee verfügt insgesamt über 350 km Wanderwege, 70 km Mountainbike-Trails. Es gibt zahlreiche Erlebnislehrpfade, Gipfeltouren sowie spezielle Ausflugsziele wie die Sommerrodelbahn «Feeblitz» oder diverse Klettersteige, wie die Gorge Alpine zwischen Saas-Fee und Saas-Grund.

## Verkehr

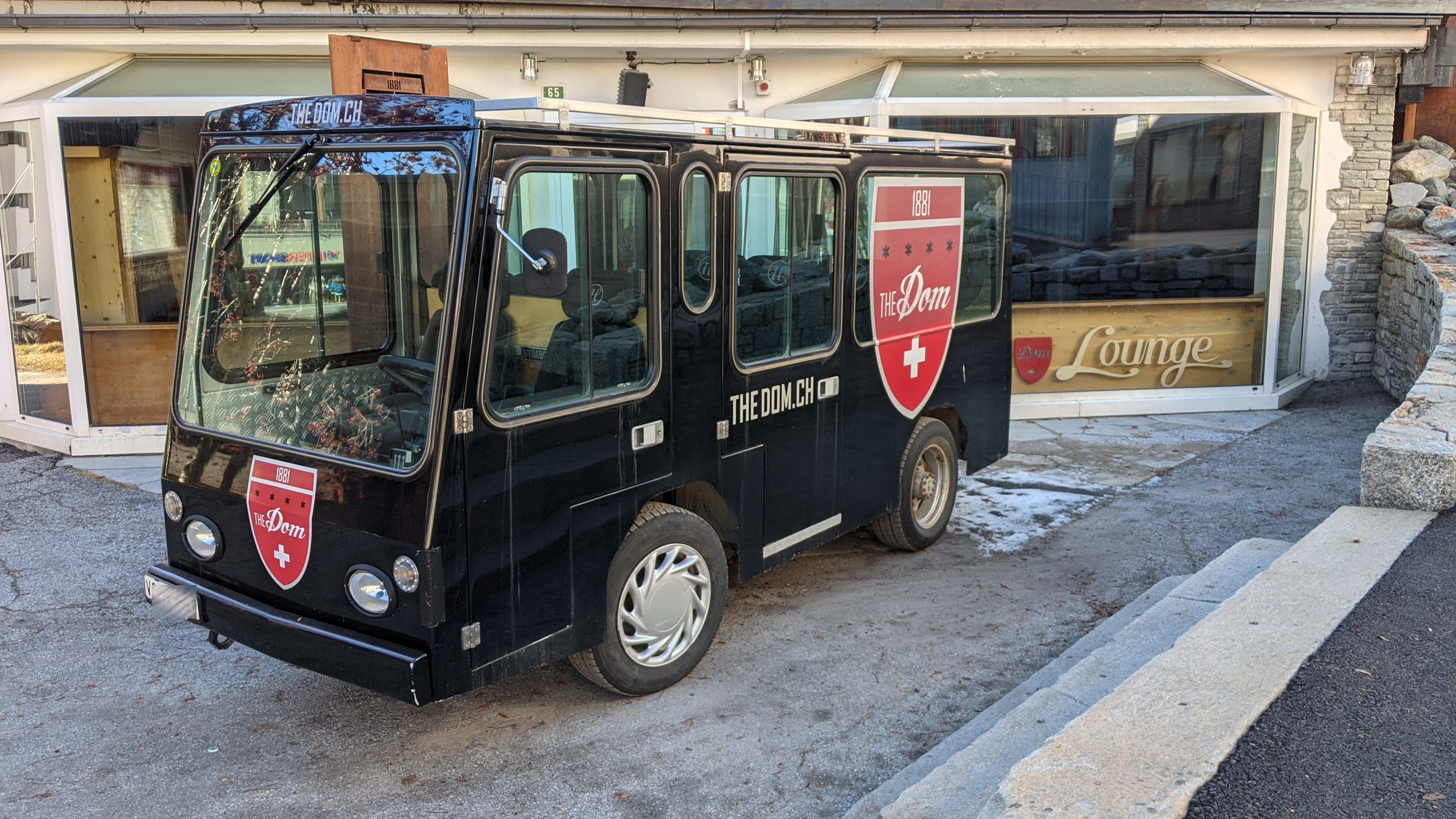
Typisches Elektrofahrzeug in Saas-Fee

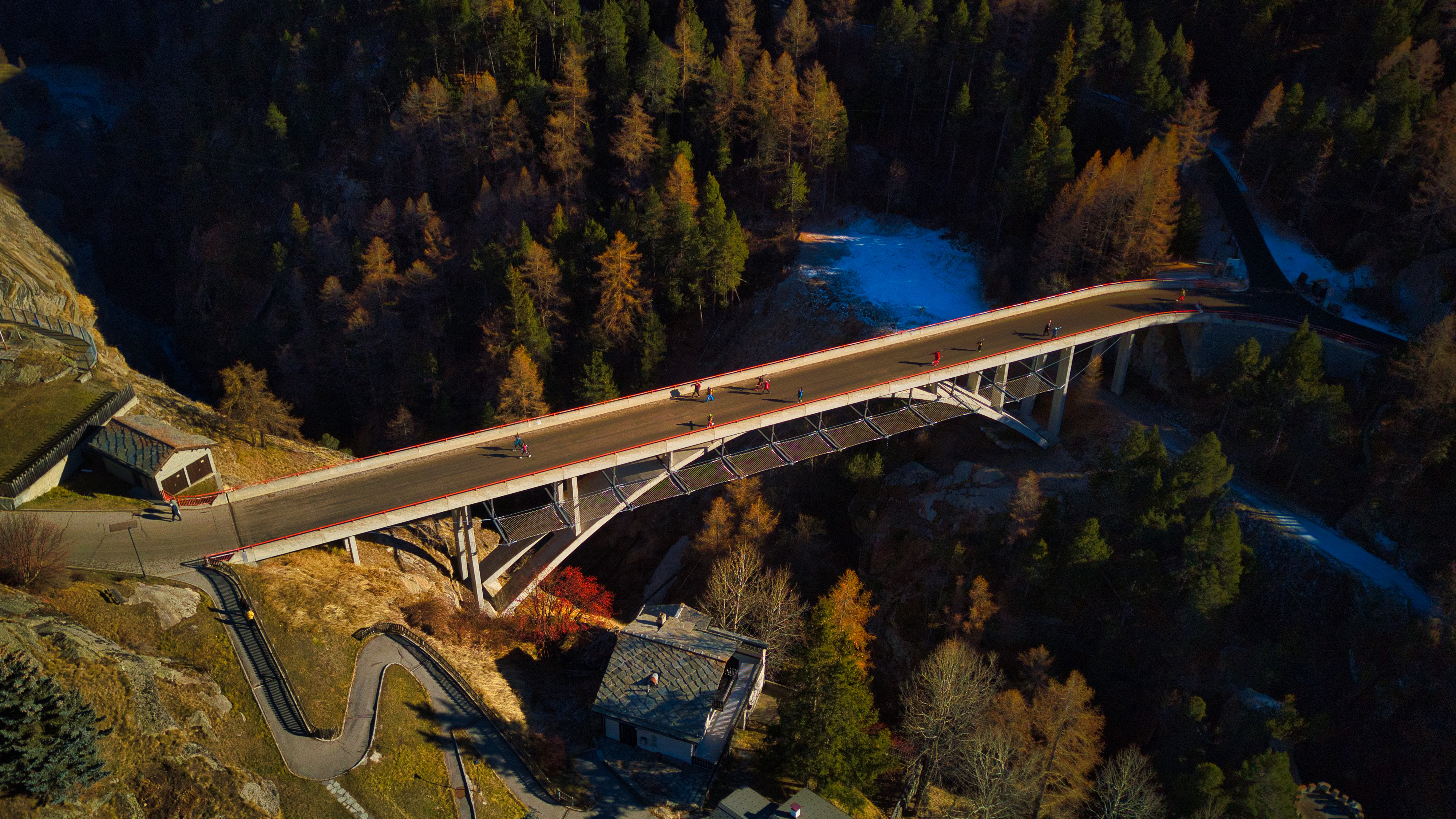
Panoramabrücke

Die Fahrstrasse nach Saas-Fee wurde im Jahre 1951 eröffnet. Saas-Fee ist autofrei, weshalb Fahrzeuge, auch die von Übernachtungsgästen, kostenpflichtig am Dorfeingang abgestellt werden müssen. Im Dorf dürfen mit Ausnahme von Arzt, Feuerwehr, Müllabfuhr etc. nur Elektromobile verkehren. Trotzdem hat Saas-Fee mit Verkehrsproblemen zu kämpfen, da der starke Elektromobilverkehr in Spitzenzeiten (beispielsweise in der Wintersaison nach Pistenschluss) den die schmalen Strassen gut füllenden Fussgängerverkehr beeinträchtigt. Am 7. März 2022 ereignete sich in der Fussgängerzone von Saas-Fee ein tödlicher Unfall, bei dem eine Touristin durch den elektrischen Minizug «Allalino» erfasst und getötet wurde.
Saas-Fee ist durch eine Postautolinie mit Visp und Brig-Glis verbunden.
Im 19. Jahrhundert wurde geplant, eine Eisenbahnlinie nach Saas-Fee zu bauen, aber die Saaser Bevölkerung war nicht bereit, die entsprechenden Grundstücke zu verkaufen.
Bei der Bergstation Felskinn startet zudem die Metro Alpin, die als höchstgelegene U-Bahn der Welt bezeichnet wird, obwohl sie nach klassischer Definition eigentlich keine U-Bahn ist.

## Nachhaltigkeit

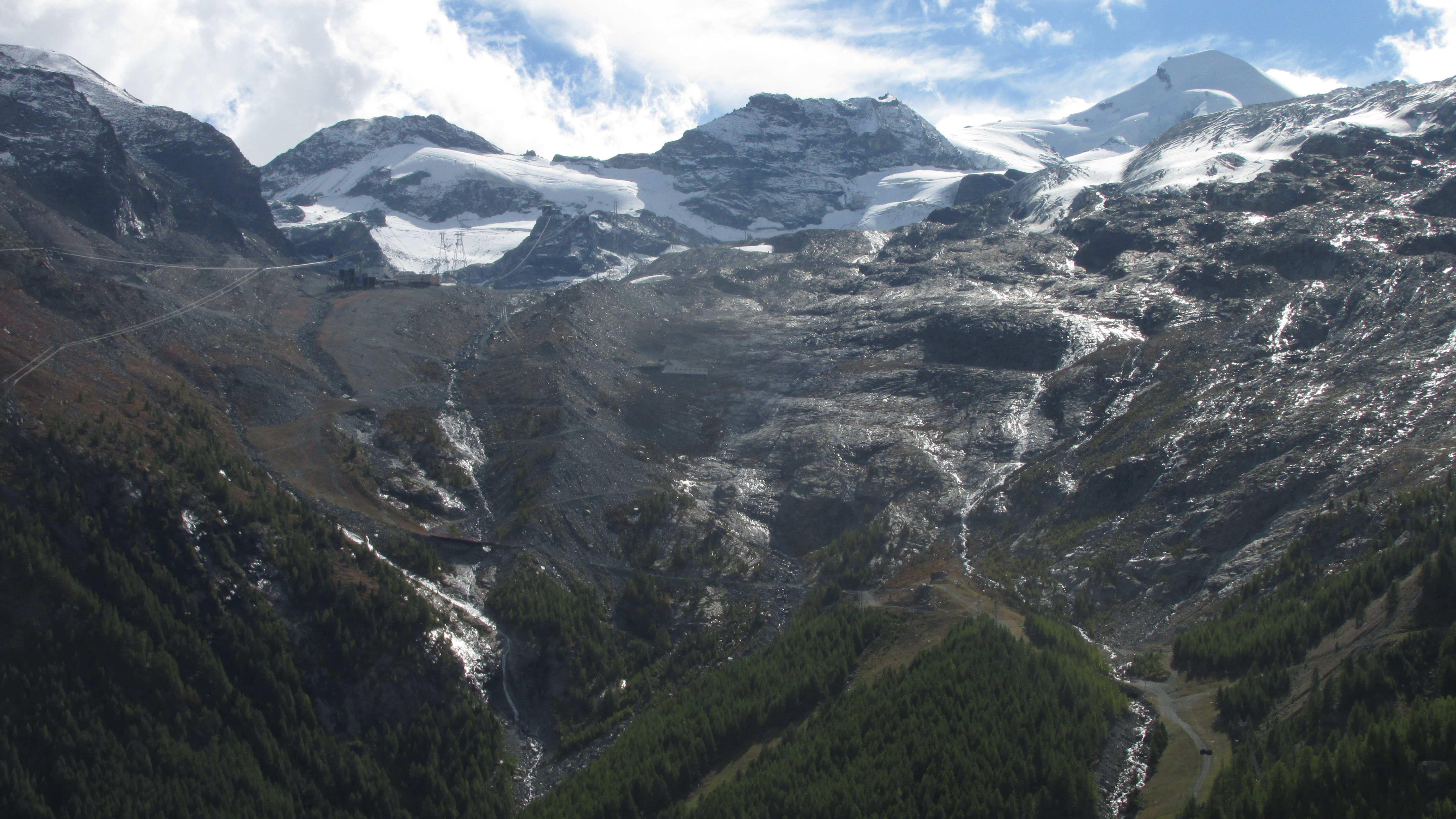
Der Feegletscher hat sich inzwischen in Höhenlagen auf weit über 2500 m zurückgezogen. Die blankgeschliffenen Felsen zeigen, dass er früher bis unter die jetzige Waldgrenze herunterreichte.

Die Kommune Saas-Fee setzt sich für Nachhaltigkeit und Umweltschutz ein, was nicht zuletzt durch die Verbannung von Fahrzeugen jeglicher Art mit Verbrennungsmotor deutlich wird. So ist Saas-Fee beispielsweise bereits 1996 in die «Allianz in den Alpen» eingetreten. Die Alpenkonvention ist ein internationales Übereinkommen zum Schutz des Naturraums und zur Förderung der nachhaltigen Entwicklung in den Alpen. Die Mitglieder arbeiten in engem Kontakt mit der Bevölkerung an der Verbesserung der ökologischen, sozialen und wirtschaftlichen Situation in ihrer Gemeinde und tauschen Erfahrungen und Wissen mit den anderen Mitgliedern des Netzwerks aus.
Weitere Themen und Projekte sind Versorgung mit Fernwärme, Abfallbewirtschaftung (seit 1994 gibt es die Kehrichtsackgebühr; hierbei war Saas-Fee die erste Tourismusgemeinde, die diese Gebühr eingeführt hat, um auch den Touristen anzuhalten, wenig Müll zu produzieren und diesen richtig zu trennen.) oder eine strenge Orts- und Raumbildplanung.

## Kirchen

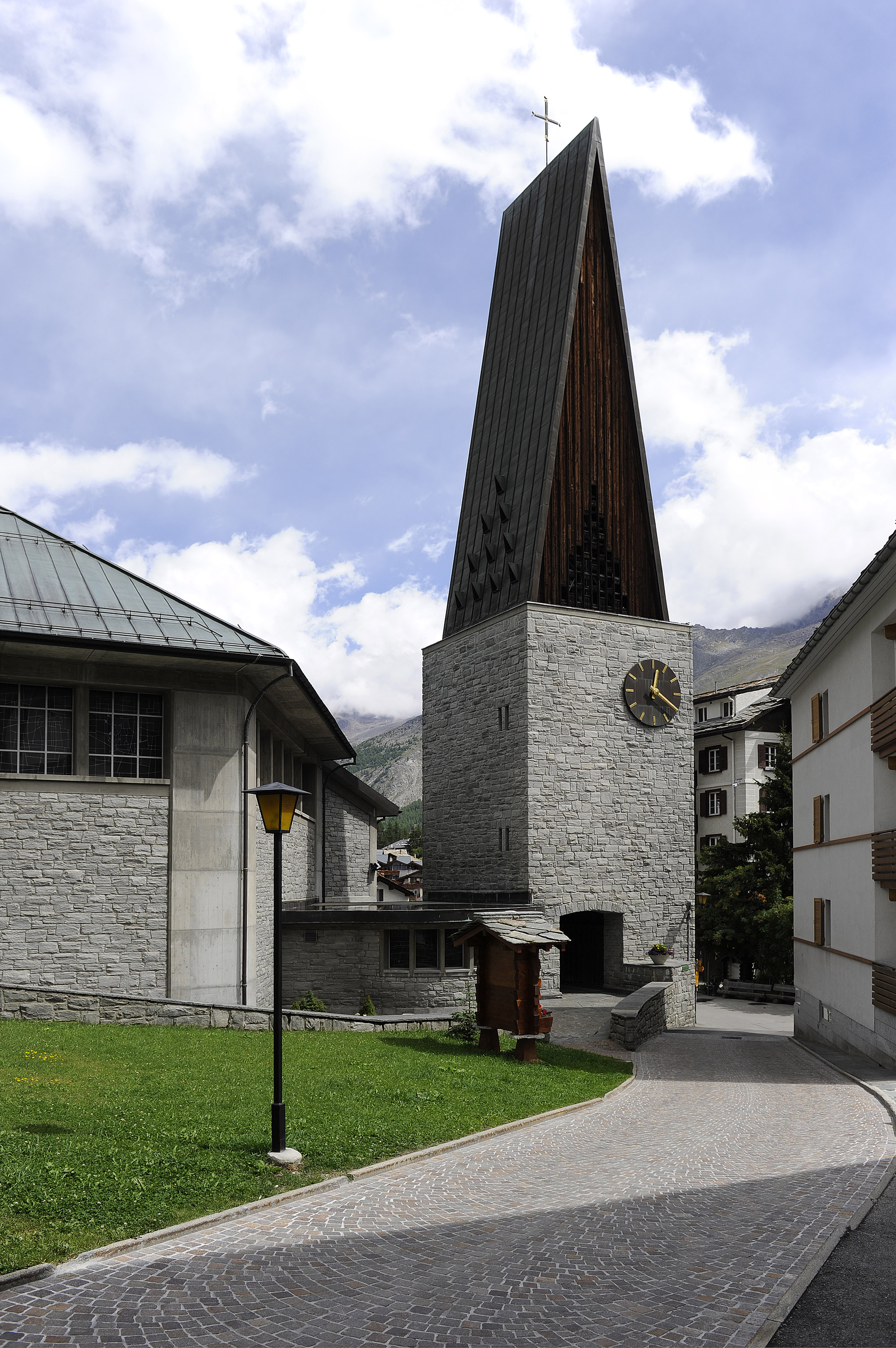
Römisch-katholische Herz-Jesu-Kirche

Saas-Fee besitzt zahlreiche römisch-katholische Kirchen und Kapellen. Hauptkirche ist die 1963 errichtete Herz-Jesu-Kirche.
Darüber hinaus befindet sich in Saas-Fee eine reformierte (ehemals anglikanische) Kirche.

## Berge und Hütten

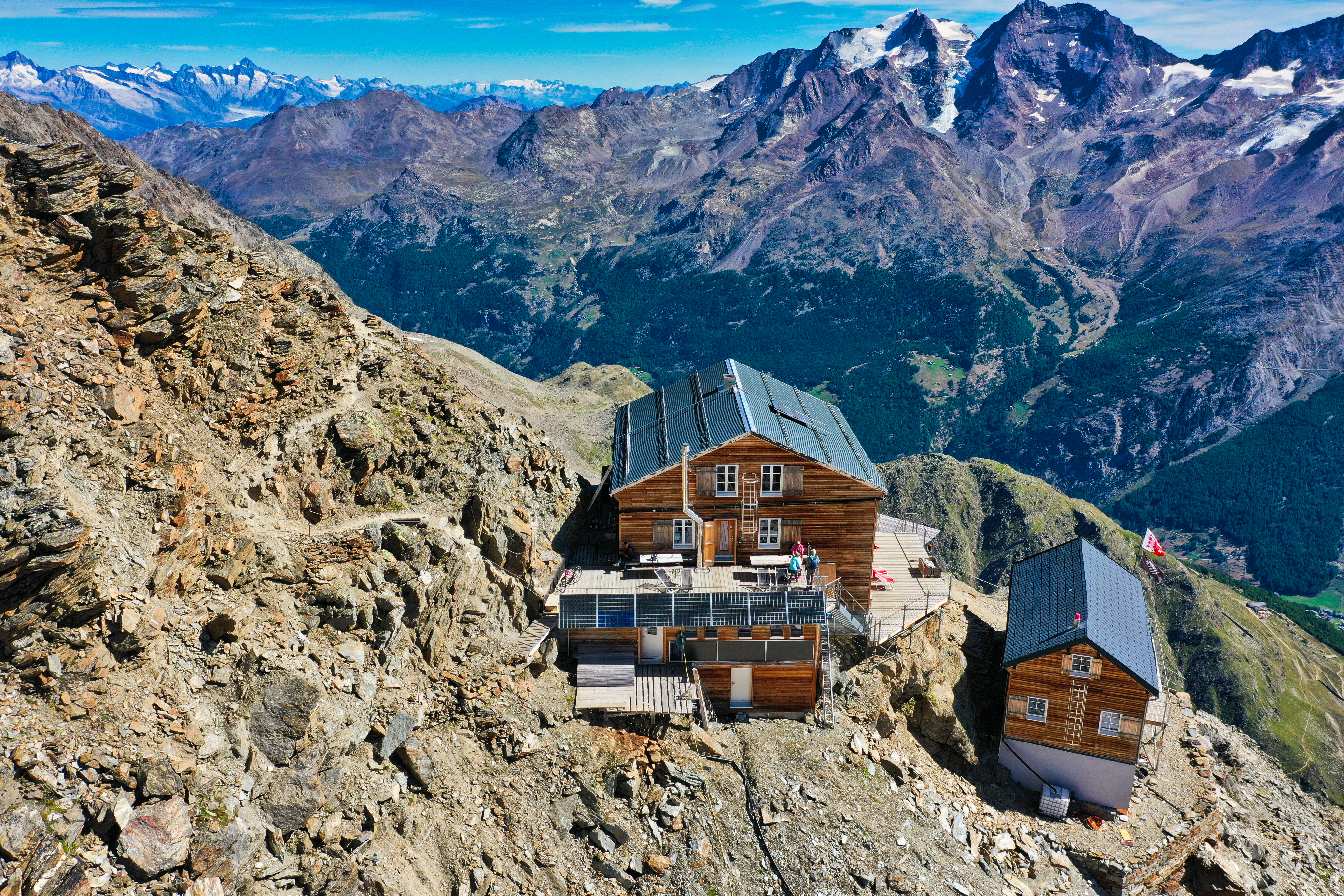
Mischabelhütte oberhalb des Ortes Saas-Fee

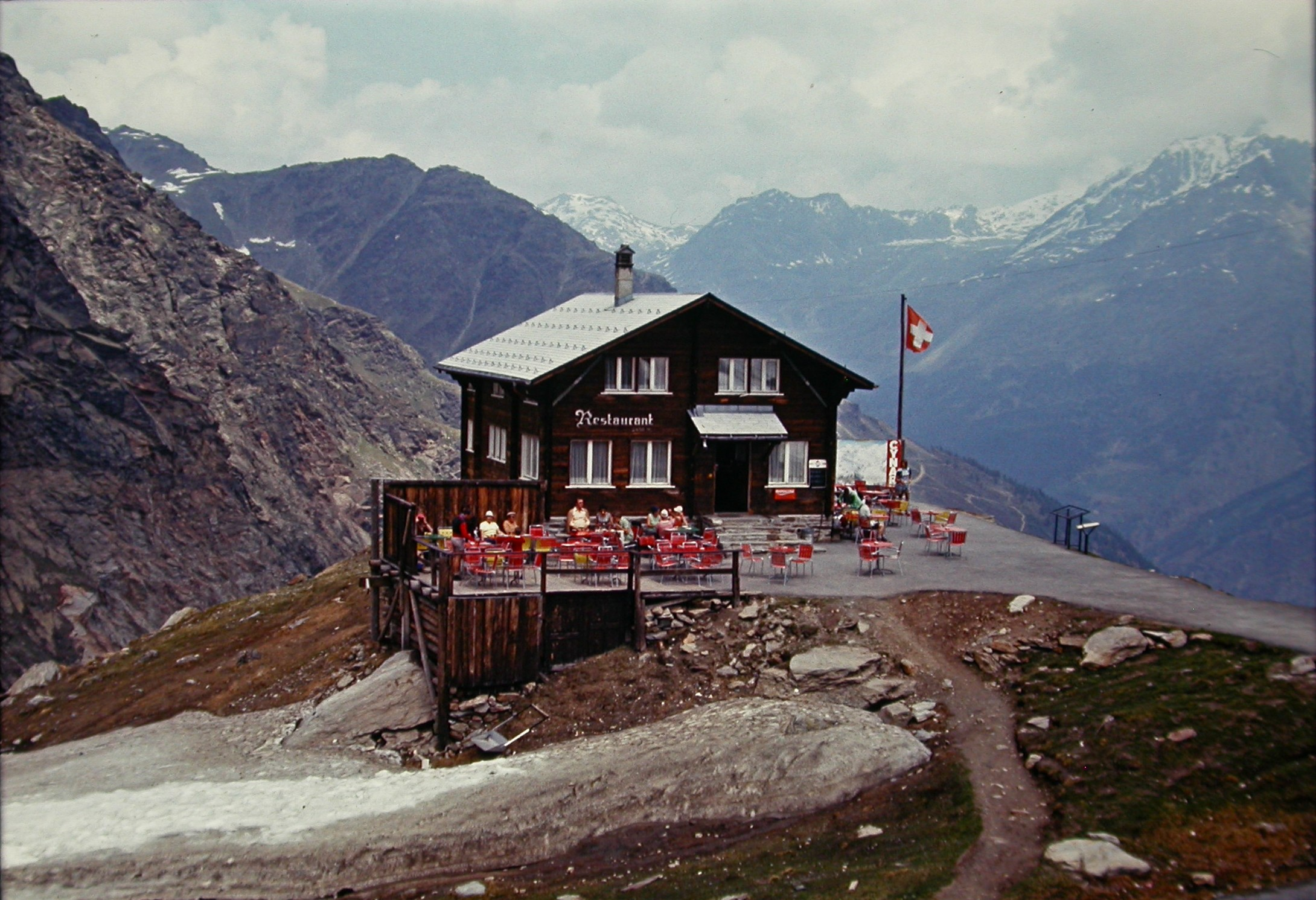
Spielboden, 1974

Das Mischabel-Massiv mit dem Dom, (4545 m) als höchstem ganz auf Schweizer Boden liegenden Gipfel bildet die Kulisse im Westen. Der Ort ist von gut einem Dutzend Viertausender umgeben. Kaum ein anderer Ort in den Alpen bietet eine derart dichte Konzentration so hoher Berge. Noch bis 1850 reichte der Feegletscher bis nahe an die Dorfgrenze auf 1880 m ü. M. Er hat sich aber in den letzten Jahrzehnten stark zurückgezogen.
Oberhalb von Saas-Fee befindet sich die Mischabelhütte auf 3329 m, ein viel besuchter Ausgangspunkt für die Besteigung der Lenzspitze und des Nadelgrats. Die erste Hütte wurde 1902 vom AACZ erbaut und 1944 vergrössert. 1974 wurde eine zusätzliche Hütte errichtet, beide Hütten zusammen bieten Nächtigungsmöglichkeiten für etwa 130 Bergsteiger.
Unweit von Saas-Fee befindet sich auch die meistbesuchte SAC-Hütte der Schweiz, die Britanniahütte. Sie wurde 1912 mit finanzieller Unterstützung der British Association of SAC Members erbaut, deshalb auch der Name Britanniahütte. Von ihr aus kann man Rimpfischhorn und Strahlhorn sowie das Allalinhorn über den Hohlaubgrat besteigen.
| Gipfel         | Höhe   | Erstbesteigung |
| -------------- | ------ | -------------- |
| Ulrichshorn    | 3925 m | 10. Aug. 1848  |
| Strahlhorn     | 4190 m | 15. Aug. 1854  |
| Fletschhorn    | 3985 m | 28. Aug. 1854  |
| Weissmies      | 4013 m | Aug. 1855      |
| Lagginhorn     | 4010 m | 26. Aug. 1856  |
| Allalinhorn    | 4027 m | 28. Aug. 1856  |
| Latelhorn      | 3198 m | 28. Aug. 1856  |
| Dom            | 4546 m | 11. Sep. 1858  |
| Nadelhorn      | 4327 m | 16. Sep. 1858  |
| Rimpfischhorn  | 4199 m | 9. Sep. 1859   |
| Alphubel       | 4206 m | 9. Aug. 1860   |
| Täschhorn      | 4491 m | 30. Juli 1862  |
| Balfrin        | 3795 m | 6. Juli 1863   |
| Hohberghorn    | 4218 m | 1869           |
| Lenzspitze     | 4293 m | 1870           |
| Portjengrat    | 3653 m | 7. Sep. 1871   |
| Sonnighorn     | 3487 m | Aug. 1879      |
| Dürrenhorn     | 4035 m | 7. Sep. 1879   |
| Feechopf       | 3888 m | 28. Juli 1883  |
| Stecknadelhorn | 4240 m | 8. Aug. 1887   |

## Persönlichkeiten
- Arnold Andenmatten (1922–2018), Skisportler und Skilehrer
- Daniel Bumann (* 1958), Koch-Weltmeister und TV-Koch/Moderator (Bumann der Restauranttester)
- Alexander Burgener (1845–1910), Bergführerpionier und Erstbesteiger vieler Gipfel der Alpen; wurde in Saas-Fee geboren und liegt in Eisten begraben.
- Britta Gelpke (1927–2018), Künstlerin
- Johann Josef Imseng (1806–1869), Pfarrer sowie Alpinismus- und Tourismuspionier
- Frederik Kalbermatten (* 1981), Snowboarder
- Alfons Supersaxo (1926–2005), Skisportler
- Carl Zuckmayer (1896–1977), Schriftsteller (u. a. Des Teufels General und Der Hauptmann von Köpenick), und Alice Herdan-Zuckmayer, Schriftstellerin, lebten zuletzt, von 1957 bis 1977 bzw. 1991, in Saas-Fee.
- Matthias Zurbriggen (1856–1917), Bergsteiger, Erstbesteiger des Aconcagua
- Werner Zurbriggen (1931–1980), Kunstmaler, Kreuzweg & Glasmalerei Pfarrkirche, Wandmalerei Schulhaus & Sgraffito Gemeindehaus, Neptun Schwimmbad.

## Partnerstädte
- Rocca di Cambio, Italien
- Steamboat Springs, Colorado, USA

## In der Popkultur
- 1984 wurde in Saas-Fee der Videoclip zum Welthit Last Christmas von Wham! gedreht.

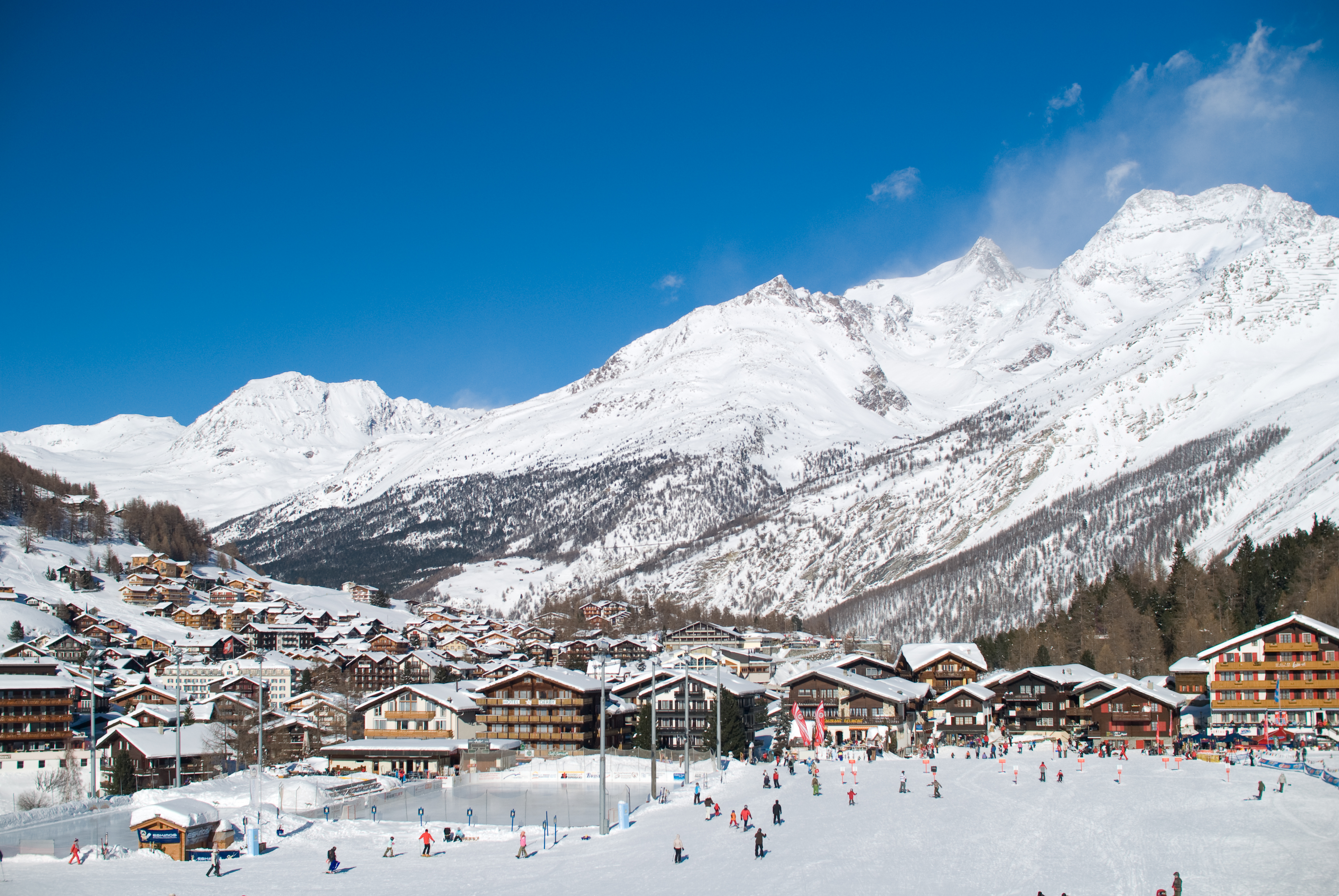
Panorama von Saas-Fee